# Обсервація (медицина)
Обсерва́ція (лат. observatio — «спостереження») — комплекс обмежувальних та протиепідемічних заходів, спрямованих на локалізацію і ліквідацію осередку інфекційних захворювань. Обсервація застосовується до осіб, які приїхали або виїжджають з території, на яку накладено карантин. Ті, що контактували з хворими, та особи з підозрою на захворювання спостерігаються при обсервації протягом максимального інкубаційного періоду при даному захворюванні з моменту останнього можливого зараження під постійним медичним наглядом, щоб визначити їхню потребу в стаціонарній госпіталізації.
Приміром при підозрі на зараження коронавірусом SARS-CoV-2 термін обсервації становить 2 тижні.
У 1893 р. на Міжнародній санітарної конференції в Дрездені обсервація була прийнята як медико-санітарний захід.
Пацієнт, що пройшов обсервацію, не потрапляє в лікарню. У Сполучених Штатах деякі пацієнти медікер провели кілька днів у лікарні, але ніколи офіційно не користувалися її послугами, що призводить до несподіваних рахунків в інвойсі і робить їх невідповідними для медікер-оплати деяких майбутніх необхідних послуг, особливо кваліфікованої сестринської допомоги.
В Україні часто є частиною карантинних заходів у відношенні до хвороб, що їх регулюють Міжнародні медико-санітарні правила 2005 року (чума, холера, натуральна віспа, жовта гарячка, хвороба, яку спричинює вірус Ебола, коронавірусна хвороба 2019 тощо). Проводиться санітарно-епідеміологічною службою у тих випадках, коли звичайного спостереження за особами, що контактували з хворими, недостатньо. Обсервація за термінами проводиться відповідно до тривалості інкубаційного періоду захворювання.
Обсерватор — тимчасова установа, що розгортається в пристосованих приміщеннях для проведення обсервації.